# Konkelstraat
De Konkelstraat is een straat en helling in Sint-Denijs-Boekel in de Vlaamse Ardennen in de Belgische provincie Oost-Vlaanderen.
De Konkelstraat is een smalle asfaltweg, ten zuidwesten van het dorpscentrum van Sint-Denijs-Boekel. Parallel aan de helling loopt iets ten oosten de Molenberg omhoog.

## Wielrennen
De Konkelstraat wordt wel eens opgenomen in toertochten en wordt dan gebruikt om de kasseien van de Molenberg te mijden.